# Hydra Head Records
Hydra Head Records bylo americké nezávislé hudební vydavatelství založené roku 1993 v Novém Mexiku frontmanem kapely Isis Aaronem Turnerem původně jako malé distro (distribuční firma na metalové scéně).
Vydávalo americké i zahraniční kapely se zaměřením na experimentální metal, post-metal, post-rock, stoner rock, drone metal, sludge metal, doom metal, mathcore, ale i např. noise. 
Na vydaných nahrávkách používalo katalogové číslo se zkratkou HH.
V roce 2012 Turner ohlásil, že provede kroky ke zrušení vydavatelství, nicméně Hydra Head Records pokračovalo v omezené míře v činnosti až do roku 2020.

## Seznam kapel
Seznam vybraných kapel, jejichž desky vyšly u Hydra Head Records.
- Agoraphobic Nosebleed (USA)
- Bergraven (Švédsko)
- Big Business (USA)
- Boris (Japonsko)
- Brutal Truth (USA)
- Burning Witch (USA)
- Buzzov•en (USA)
- Cable (USA)
- Cattle Press (USA)
- Cave In (USA)
- Cavity (USA)
- Cult of Luna (Švédsko)
- Discordance Axis (USA)
- Eyehategod (USA)
- Goatsnake (USA)
- Godflesh (Spojené království)
- Gridlink (USA)
- Harkonen (USA)
- Hayaino Daisuki (USA)
- Heresi (Švédsko)
- Isis (USA)
- Jesu (Spojené království)
- Khanate (USA)
- Khlyst (USA)
- Knut (Švýcarsko)
- Nadja (Kanada)
- Neurosis (USA)
- Pelican (USA)
- Pharaoh Overlord (USA)
- Scissorfight (USA)
- Soilent Green (USA)
- Sunn O))) (USA)
- The Dillinger Escape Plan (USA)
- Torche (USA)
- Xasthur (USA)
- Zozobra (USA)